# Willie Fernie
William 'Willie' Fernie (Kinglassie, 22 november 1928 – Glasgow, 1 juli 2011) was een Schots voetballer en manager. Fernie speelde voor Celtic, Middlesbrough, St. Mirren, Partick Thistle, Alloa Athletic, Fraserburgh, Coleraine en Bangor. Hij speelde 219 wedstrijden voor Celtic in de periodes van 1948 tot 1958 en 1960 tot 1961. 
Fernie speelde twaalf interlands voor Schotland en speelde op het Wereldkampioenschap voetbal 1954 en 1958.
Van 1973 tot 1977 was Fernie manager van Kilmarnock.